# Каприља (Лука)
Каприља (итал. Capriglia) је насеље у Италији у округу Лука, региону Тоскана.
Према процени из 2011. у насељу је живело 255 становника. Насеље се налази на надморској висини од 358 м.